# Rydskogen

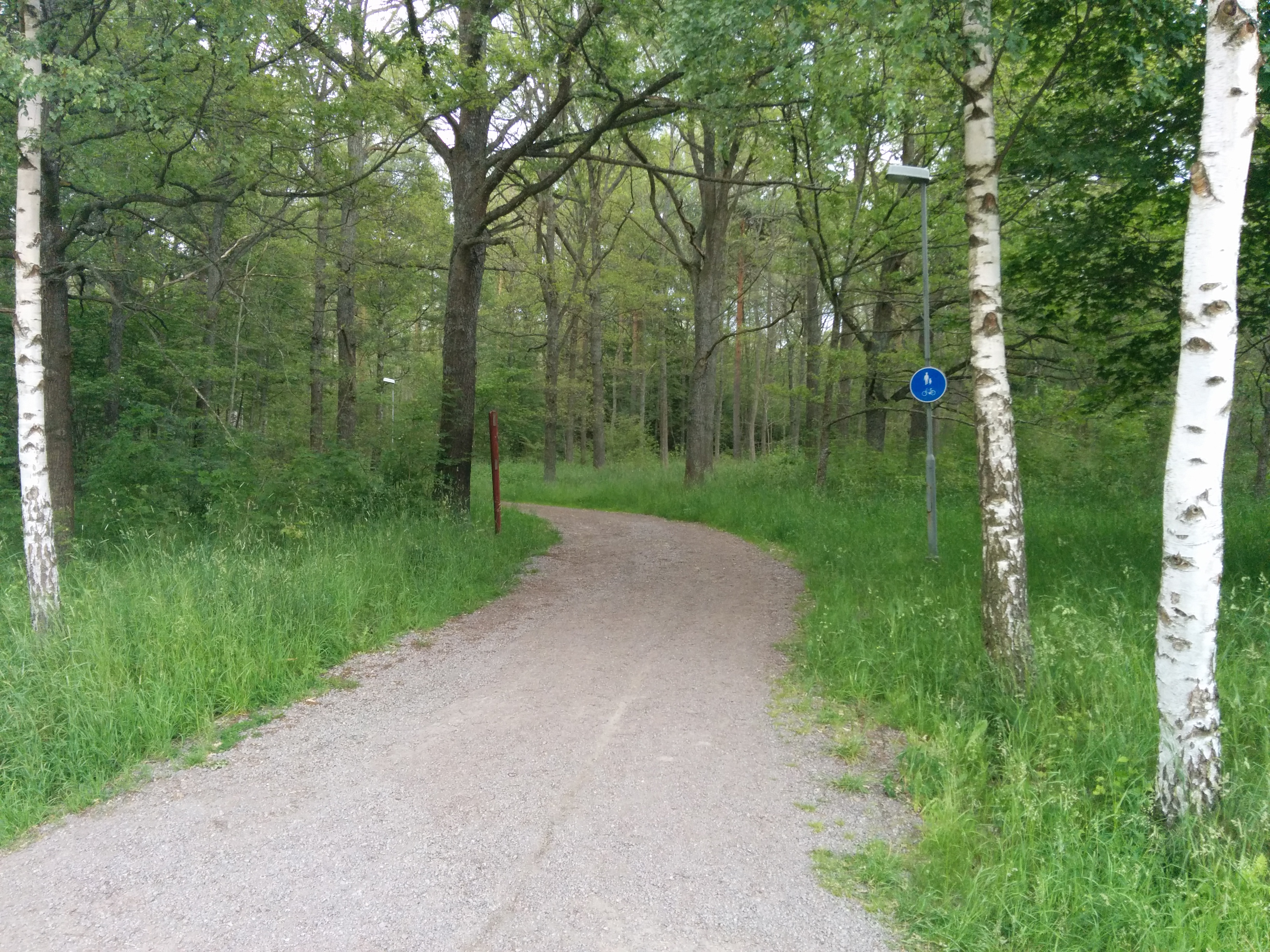
Ingång till Rydskogen från Glyttingevägen, juni 2014.

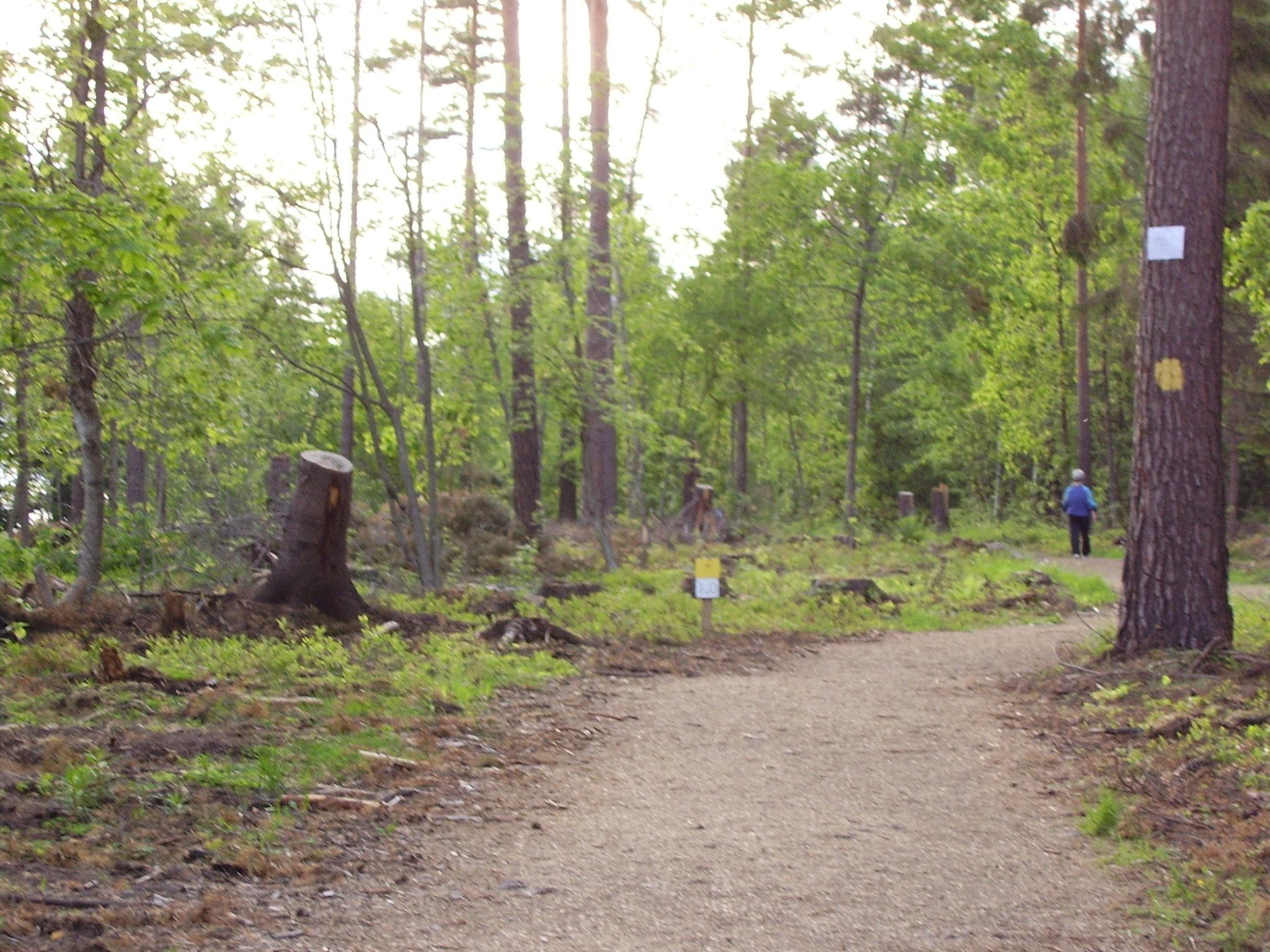
Motionsspår i Rydskogen

Rydskogen är ett skogsområde insprängt mellan stadsdelarna Gottfridsberg, Skäggetorp och Ryd i den västra delen av Linköpings tätort. Skogen är cirka 1-1,5 km bred i nord-sydlig riktning och cirka 0,5-1 km bred i öst-västlig riktning. 
Här finns ett 2,5 km långt elljusspår samt en 5 km lång delvis belyst motionsslinga. Rydskogen är också rik på gång- och cykelvägar och kan betraktas som en stor park, även om skogen växer vilt. Sedan 2018 har skogen varit hårt angripen av granbarkborre vilket lett att avverkningar av över 200 granar.
Centralt i Rydskogen finns två fotbollsplaner, De ligger i anslutning till Rydskogens motionscentrum, i öst, vilket har en parkering och är motionsslingornas officiella startpunkt. Ett mindre utomhusgym liksom en grillplats är också beläget vid motionscentrumet. 
Fram till en brand i januari 2008 fanns det i anslutning till de fotbollsplanerna en bågskyttebana.
En orienteringskarta finns ritad över skogen. Skogen utgör hemmaterräng för de orienterande studenterna i LiTHe Vilse.
2007 byggdes en discgolf-bana i skogens södra del.